# Булак (Кіжингинський район)
Булак (рос. Булак) — улус Кіжингинського району, Бурятії Росії. Входить до складу Сільського поселення Верхньокодунський сомон.
Населення — 202 особи (2015 рік).